# Batavia (Schiff, 1628)
Die Batavia war ein Segelschiff der Niederländischen Ostindien-Kompanie. Es lief 1629 auf seiner ersten Reise vor Australien auf ein Riff und sank. Unter den Überlebenden des Schiffbruches kam es zu Meuterei und Massakern. Ein Nachbau des Schiffs wurde von 1985 bis 1995 auf der Bataviawerft in Lelystad gefertigt.

## Das VOC-Schiff
Die Batavia war ein Ostindienfahrer (niederländisch: Spiegelretourschip), der für den Transport von Gütern zwischen der Republik der Sieben Vereinigten Provinzen und den Siedlungen, Städten und Festungen der Niederländischen Ostindien-Kompanie (nl. Vereenigde Oostindische Compagnie, abgekürzt VOC) vorgesehen war. Auf dem Hinweg transportierten die Schiffe in der Regel Waffen und Backsteine für die Siedlungen und Festungen sowie Silber- und Goldmünzen für den Erwerb von asiatischen Gütern. Auf dem Rückweg nach Europa wurden Gewürze, Textilien und chinesische Keramikartikel transportiert. In beide Richtungen wurden zudem Kleidung und Werkzeug für die Mannschaften und Soldaten befördert.

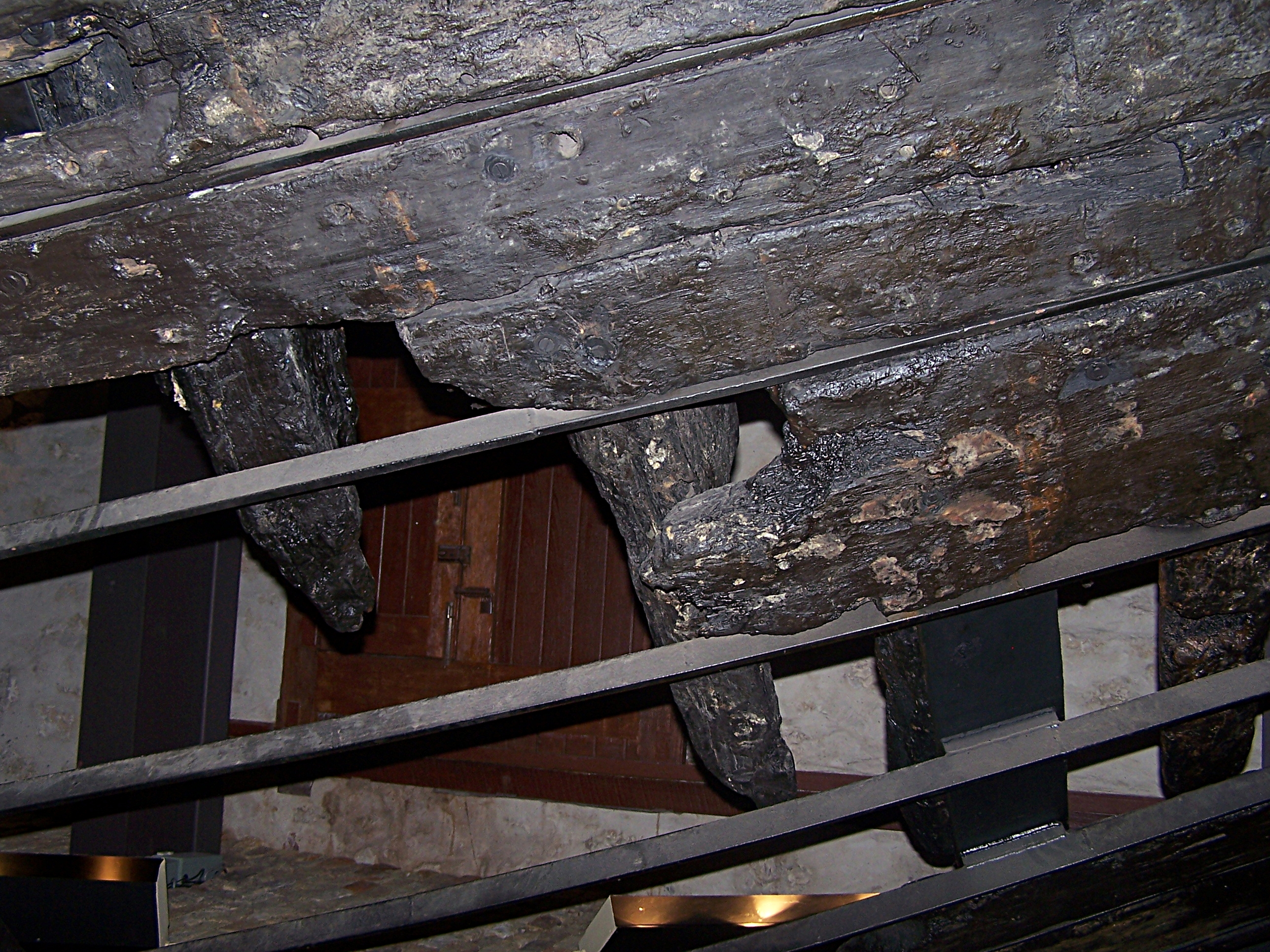
Teil des geborgenen Schiffs

Die Batavia wurde am 17. März 1626 in Auftrag gegeben und nach 183.000 Arbeitsstunden 1628 auf der Peperwerft in Amsterdam für die VOC fertiggestellt. Sie wurde aus grünem Eichenholz gebaut. Das Schiff war ein Rahsegler mit drei Masten – Besanmast, Hauptmast und Fockmast. Lediglich am Besanmast befand sich auf der untersten Position (Unterbesansegel) ein Lateinersegel. Zudem konnte am Bugspriet noch die Blinde und am Bugsprietmast die Oberblinde (Bouvenblinde) gesetzt werden. Die Batavia schloss im Heckbereich mit einem glatten Heckspiegel ab, der vom Stadtwappen von Amsterdam gekrönt war. In den Heckspiegel war eine Galerie integriert, die in die seitlich angebrachten Seitengalerien mündete. Auf den Heckspiegel aufgesetzt befand sich am Heck eine große Laterne. Der Heckspiegel war von mehreren Friesen durchzogen, die optisch von mehreren Statuen „gestützt“ wurden. Als Galionsfigur schmückte ein Löwe, wie auf vielen Segelkriegsschiffen niederländischer Bauart üblich, den Bug. Der Schiffskörper war in der Kraweelbauweise beplankt. Die Aufbauten (d. h. Außenwände von Back, Achterdeck und Hütte – siehe die grün angestrichenen Bereiche auf den Nachbaufotos) waren wahrscheinlich überlappend beplankt, wie es bei Schiffen niederländischer Bauart zu der Zeit üblich war.

## Schiffskatastrophe, Meuterei, Überlebendendrama 1629
Zusammen mit zwei weiteren Schiffen brach die Batavia unter dem Befehl des Kapitäns und Navigators Ariaen Jakobsz am 29. Oktober 1628 von Texel aus zu ihrer ersten Reise auf.
Auf größeren Schiffen der VOC wie der Batavia gab es den Oberkaufmann und Unterkaufmann, die dem Kapitän formell vorstanden und ihm Weisungen erteilen konnten. Das Amt des Unterkaufmanns war demnach eine hohe Stellung an Bord. Unterkaufmann konnte in der Regel werden, wer der VOC auf mindestens sechs Jahre als Assistent oder Sekretär gedient hatte. Auf kleineren Schiffen war er häufig sogar der ranghöchste VOC-Offizier und durfte hier dem Kapitän Befehle erteilen. Die Leitung der Expedition auf der Batavia oblag aber dem kommerziell verantwortlichen Oberkaufmann Francisco Pelsaert. Dieser war bevollmächtigt, dem Kapitän Reiseziele vorzugeben, die mitgeführten Waren der V.O.C. in den Zielhäfen möglichst gewinnbringend zu verkaufen und neue Waren für die Rückreise aufzukaufen.
| Wrack der Batavia |

Im Atlantik verlor die Batavia den Kontakt zu den beiden anderen Schiffen, mit denen sie in den Niederlanden losgesegelt war. Am 14. April 1629 erreichte das Schiff das Kap der Guten Hoffnung und blieb dort acht Tage, um Vorräte aufzunehmen. Zehn Menschen starben während der sechsmonatigen Reise.
Infolge der damaligen begrenzten Navigationsmöglichkeiten und der noch unerforschten und nicht verzeichneten Küstenverläufe kam das Schiff zu nahe an die australische Küste. Am 4. Juni 1629 lief das Schiff auf ein Riff der Gruppe der Wallabi-Inseln, etwa 60 km vor der australischen Westküste (Position 28° 29′ 25″ S, 113° 47′ 36″ O). Das unter Seeleuten als sehr gefährlich bekannte Riff war zwar in den Karten eingezeichnet, doch Kapitän Ariaen Jakobsz hatte die Position des Schiffes falsch berechnet. Der Ausguck hatte die Brandung am Riff, die charakteristisch für eine Untiefe ist, als Leuchten von Wellen im Widerschein des Mondes interpretiert.
Bei der unmittelbaren Havarie kamen 20 Personen ums Leben. Die meisten Besatzungsmitglieder und Passagiere konnten sich auf kleine Inseln retten. Der Oberkaufmann, der Kapitän und einige ausgewählte Seeleute brachen anschließend in dem stärkeren der zwei Beiboote zum gut 1500 Meilen entfernten Batavia (Jakarta) auf Java auf. Es gelang dem Kapitän, das kleine Boot mehr als 1600 Seemeilen über das Meer zu navigieren, sodass sie die Handelsniederlassung erreichten und mit Hilfe zurückkehren konnten.
Für die Zurückgebliebenen, die unter ständigem Wassermangel litten, begann derweil unter der Führung des zurückgebliebenen Unterkaufmanns Jeronimus Cornelisz aus Haarlem eine grausame Terrorherrschaft mit dessen Ziel, sich und seine Gefolgschaft für den Fall einer Rettung an der wertvollen Ladung der Batavia zu bereichern. Die meisten Überlebenden des Schiffbruchs wurden ermordet, wobei der Unterkaufmann auf die Hilfe bereits auf dem Schiff angeworbener Meuterer zurückgriff. Insgesamt 125 Männer, Frauen und Kinder ließ der Unterkaufmann, manche aus strategischen Überlegungen, manche aus einer Laune heraus, von seinen Tötungskommandos hinrichten.
Als der Oberkaufmann Monate später mit einem Rettungsschiff aus Java zurückkehrte, konnte er nur durch die Hilfe und Warnung einiger auf eine Nebeninsel (West Wallabi Island) geflüchteter loyaler Soldaten einer Enterung durch die Meuterer entgehen. Der Unterkaufmann wurde noch an Ort und Stelle samt einigen Komplizen verurteilt und hingerichtet. Der Rest der Meuterer landete in Gefängnissen auf Java. Auch der Kapitän wurde auf Java inhaftiert. Zwei der Meuterer, Wouter Loos und Jan Pelgrom de Bye, die ursprünglich zum Tode verurteilt worden waren, wurden begnadigt und stattdessen allein an der australischen Westküste ausgesetzt, mit dem Auftrag, Kontakt zur einheimischen Bevölkerung aufzunehmen und nach Rohstoffen auf dem Festland zu suchen. Somit gelten Loos und Pelgrom als die ersten europäischen Siedler in Australien. Über ihr weiteres Schicksal ist nichts bekannt.
Der obere Heckaufbau des Wracks sowie die Ballast-Ladung von behauenen Sandsteinblöcken für ein 6 m hohes Portal, ursprünglich für den Hauptsitz der VOC in Batavia gedacht, wurden im 20. Jahrhundert gehoben und restauriert. Sie befinden sich heute im Museum in Geraldton, Australien. In Fremantle ist ein Duplikat zu finden.

## Rezeption
- Das niederländisches Musikensemble Flairck verarbeitete die unglückliche Reise der Batavia auf ihrem 1996 veröffentlichten Album De Gouden Eeuw und einer anschließenden Tournee mit szenischen Aufführungen.

## Der Nachbau in der Batavia-Werft

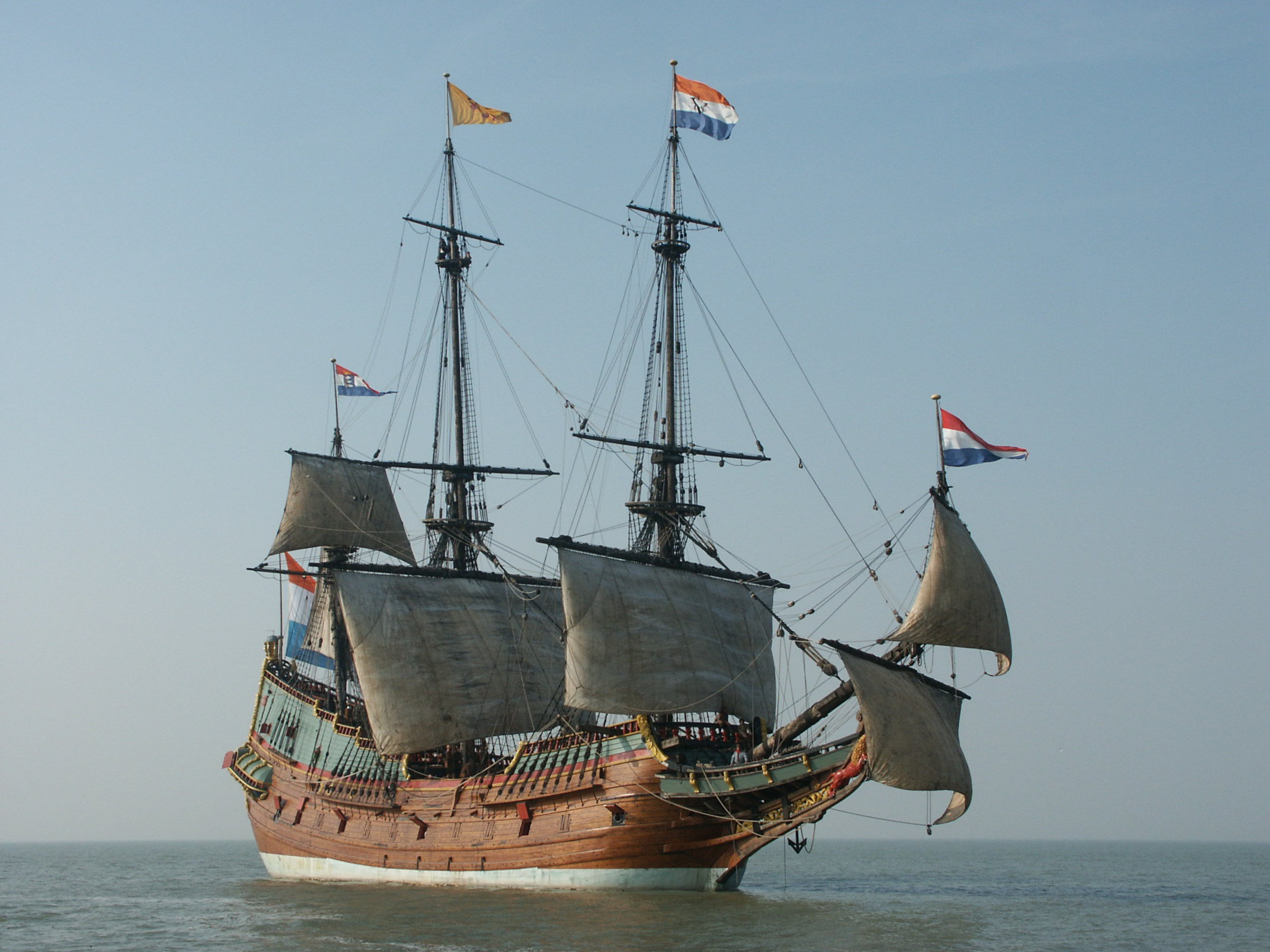
Nachbau der Batavia unter Segeln (Bugansicht)

Auf Initiative des Schiffbauers Willem Vos wurde von 1985 bis 1995 ein Nachbau in Lelystad erstellt. Dieser ist eine möglichst genaue Kopie des ursprünglichen Schiffes. Im 17. Jahrhundert wurden im Schiffbau allerdings noch keine Zeichnungen verwendet. Wegen der kurzen Lebensdauer des Schiffes sind zudem nur wenige Abbildungen vorhanden. Die Details des Nachbaus wurden daher mit Hilfe archäologischer Forschungsergebnisse und nach historischen Beschreibungen ähnlicher Schiffe dieser Zeit ergänzt. Beim Nachbau des Schiffes, an dem viele Auszubildende beteiligt waren, wurden aufgrund der praktischen Umsetzung neue Erkenntnisse in verschiedenen alten Handwerkstechniken gewonnen. Anlässlich der Olympischen Spiele in Australien erreichte der Nachbau im Jahre 2000 den Hafen von Sydney. Obwohl die neue Batavia segelfähig ist, wurde diese Fahrt im Schlepp durchgeführt.
Für den Kinofilm Der Admiral – Kampf um Europa, die bis zum Jahr 2015 viertteuerste niederländische Filmproduktion, wurde der Nachbau der Batavia als Filmkulisse benutzt. Das Schiff fungierte hier im Rahmen der Filmhandlung als Flaggschiff des niederländischen Admirals Michiel de Ruyter und wurde für zahlreiche Außenaufnahmen verwendet.

## Galerie zum Original

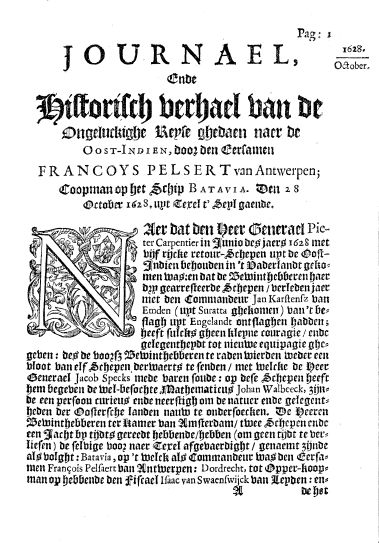
Bericht vom Vorfall
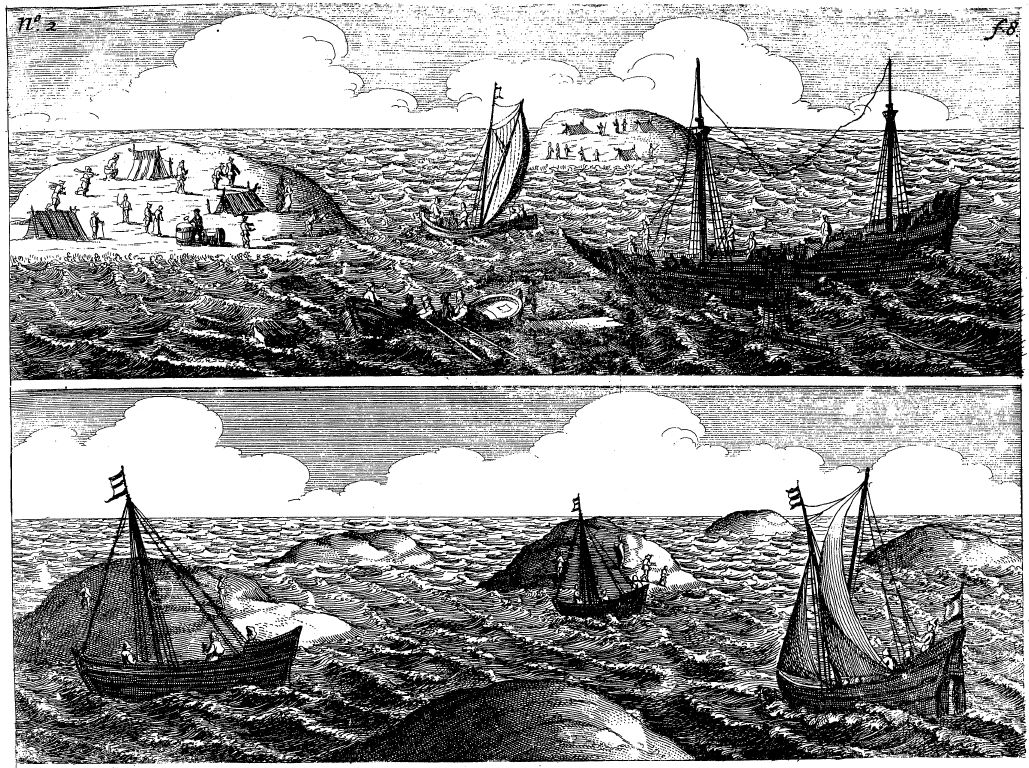
Die Batavia läuft auf das Riff auf
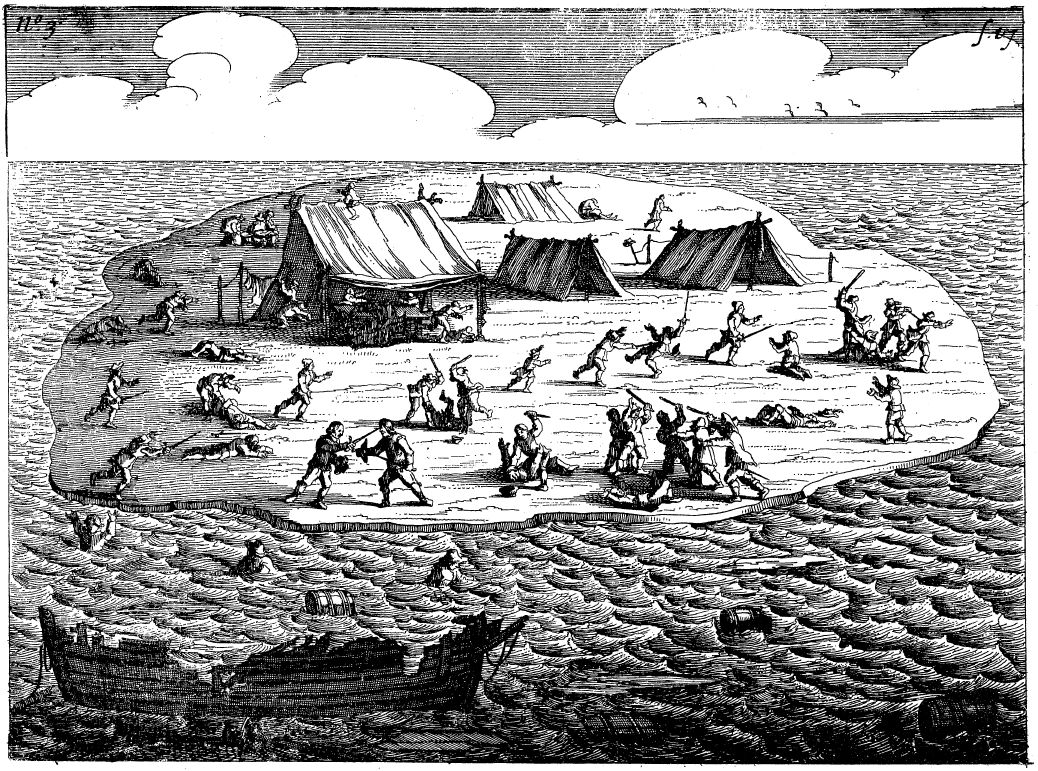
Die Meuterer übernehmen die Macht
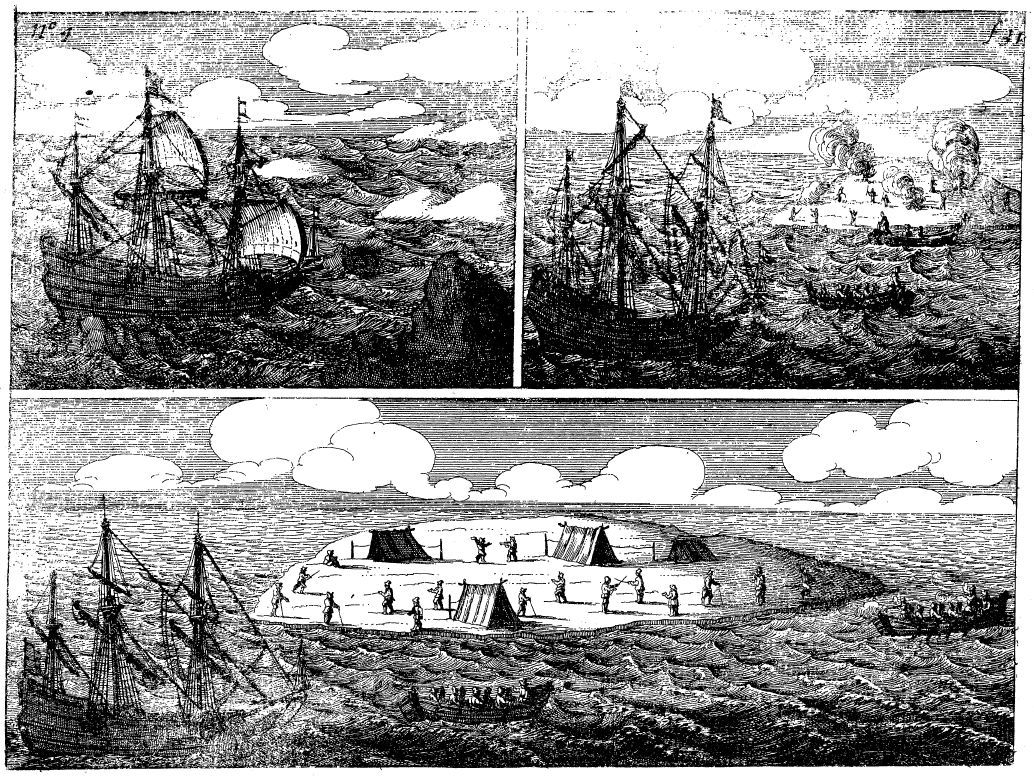
Immer wieder wurden die gestrandeten Überlebenden überfallen
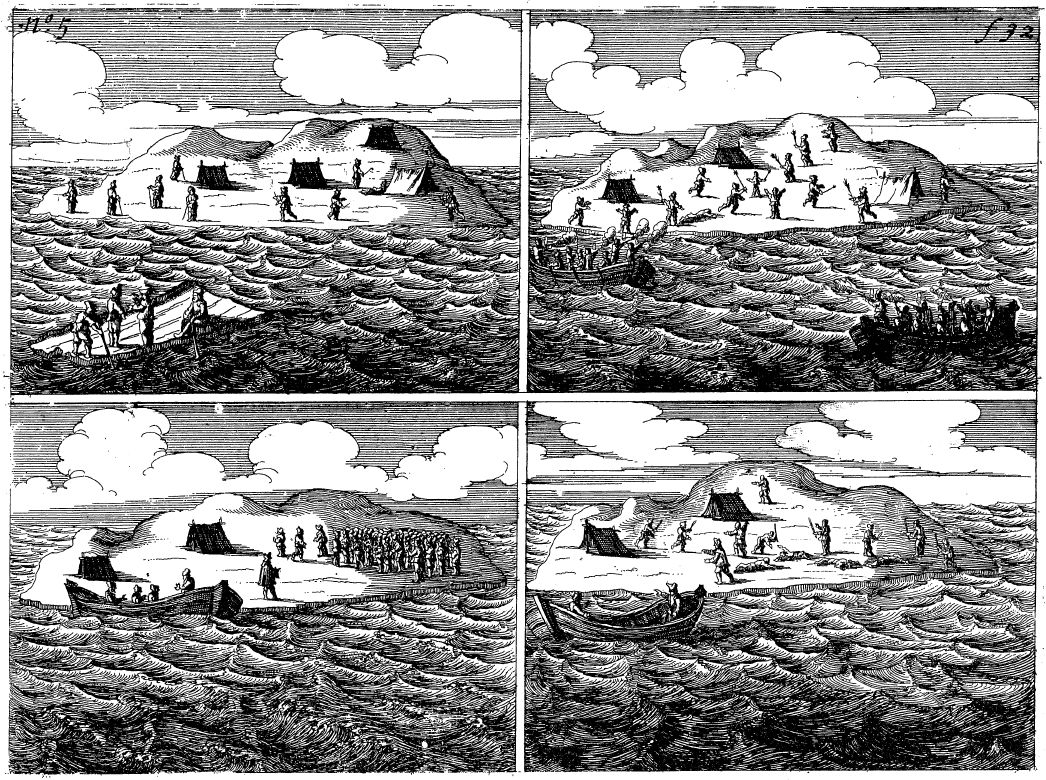
Einige Überlebende rotten sich zu Gruppen gegen die Meuterer zusammen
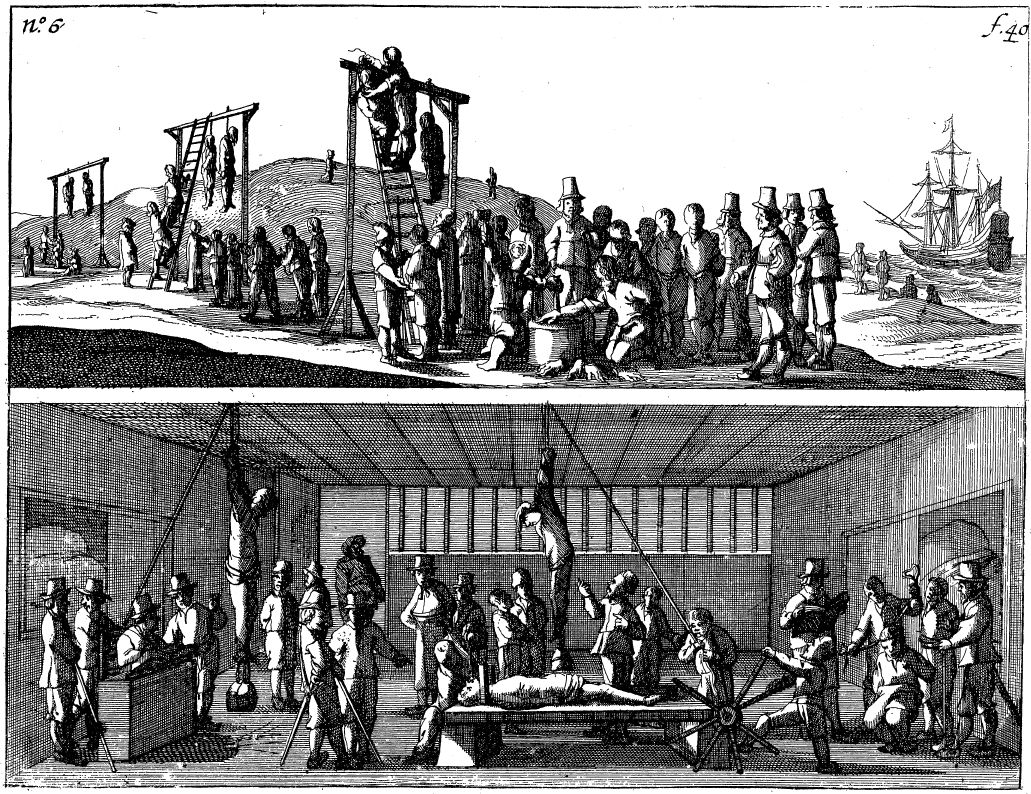
Cornelisz wird auf der Insel gehenkt; die anderen Mitläufer in Java verurteilt und teilweise zu Tode gefoltert
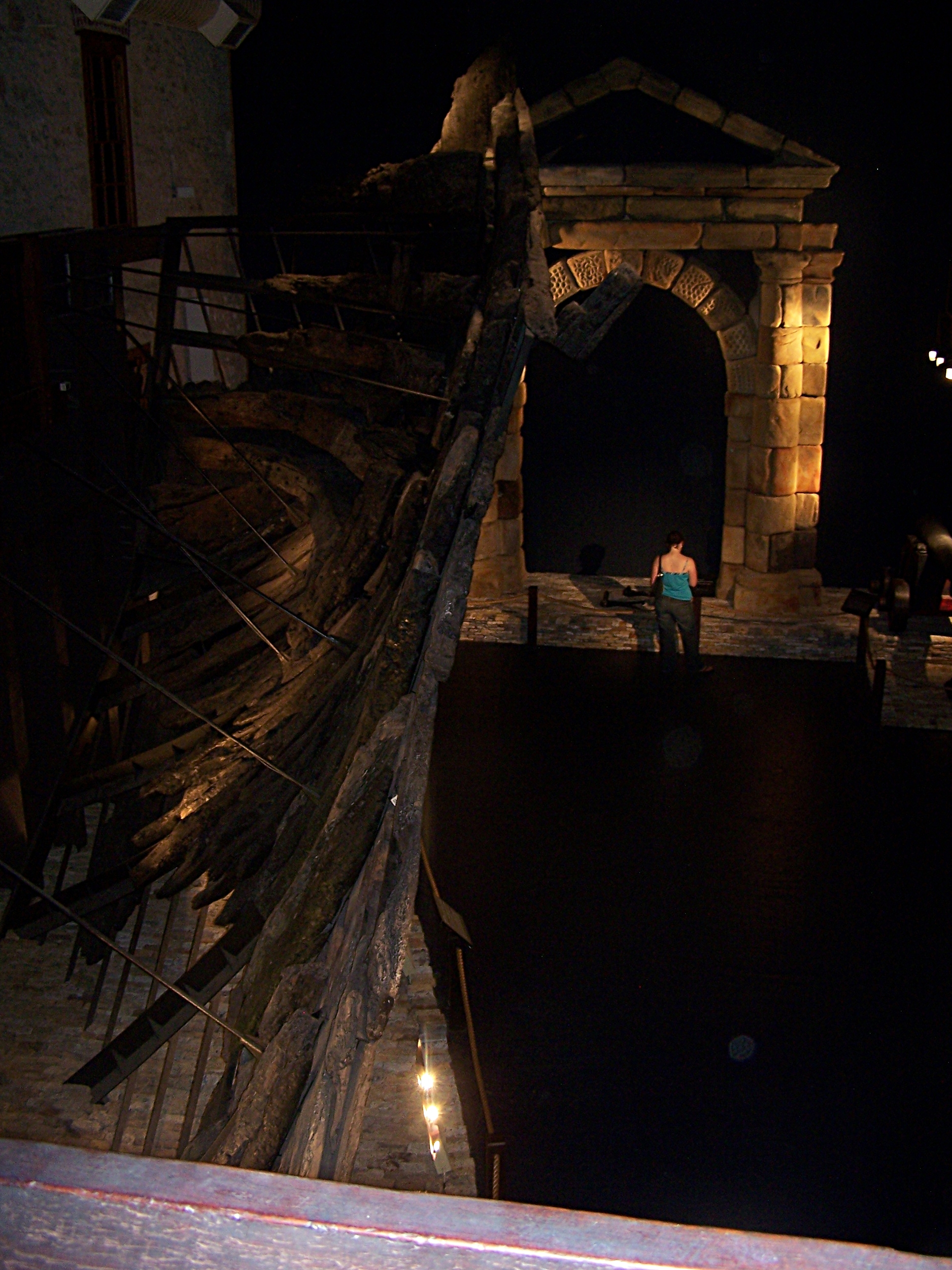
Wrackteile und geborgenes Sandsteintor

## Galerie zum Nachbau

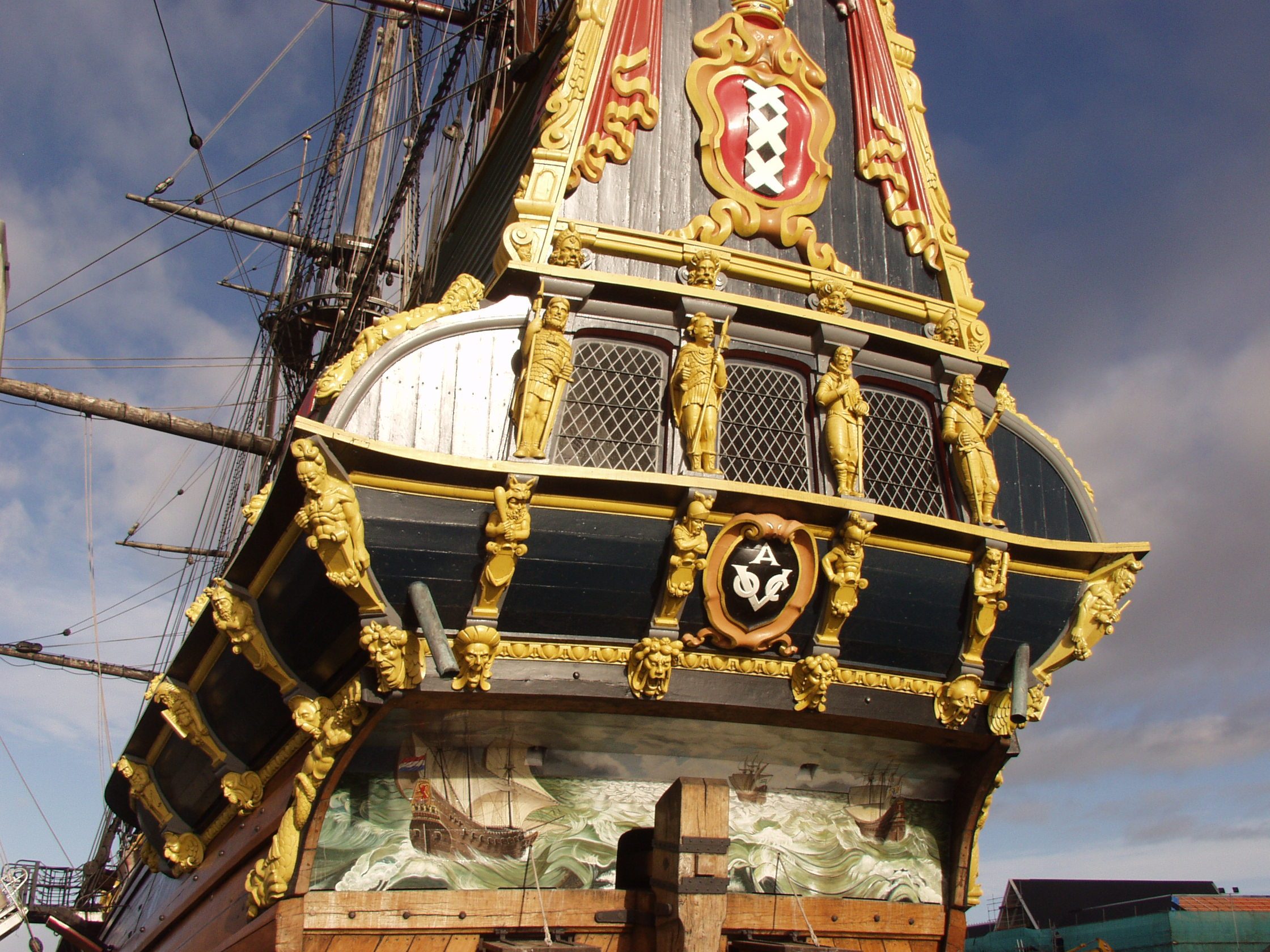
Heckansicht
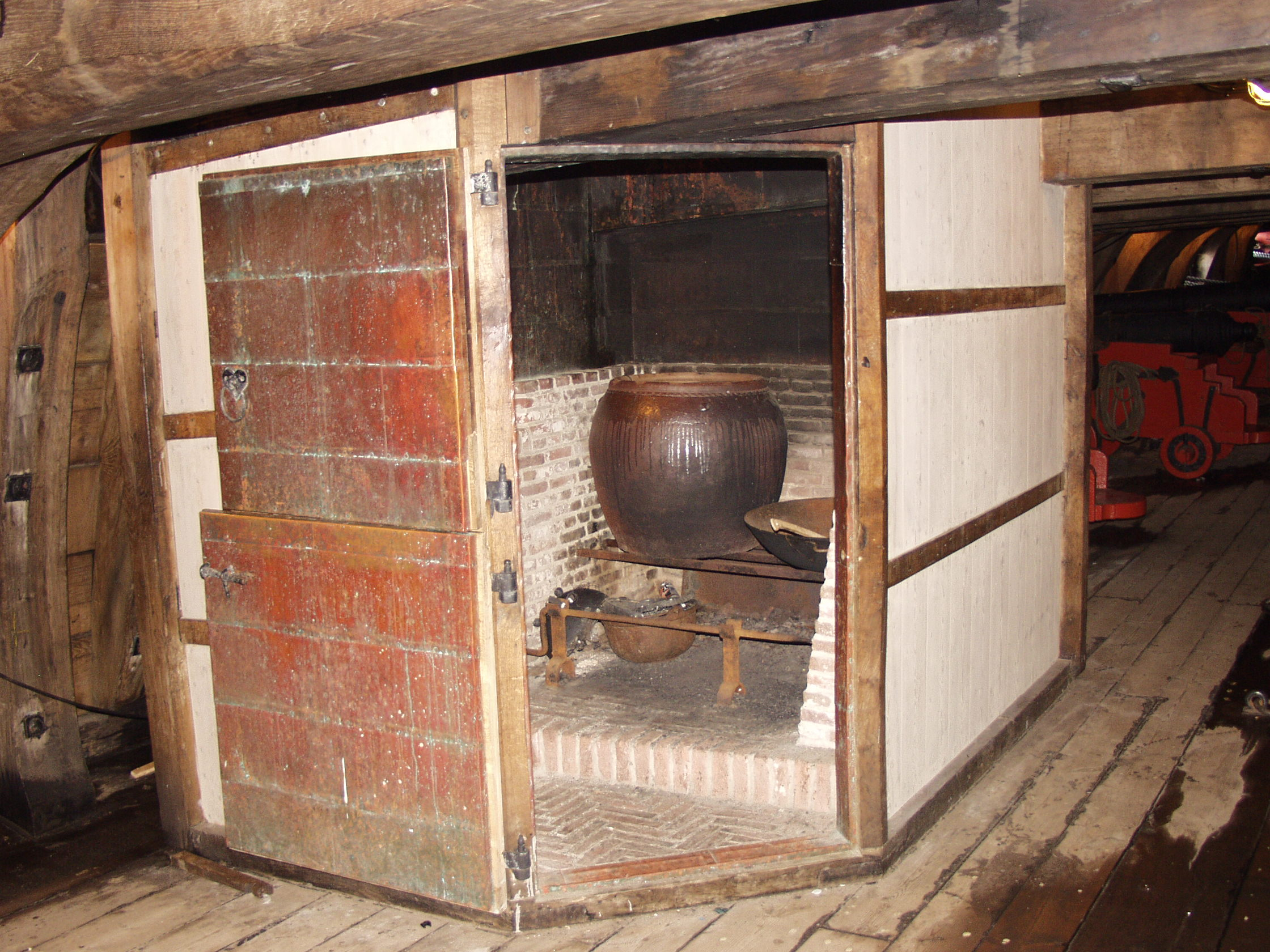
Kombüse
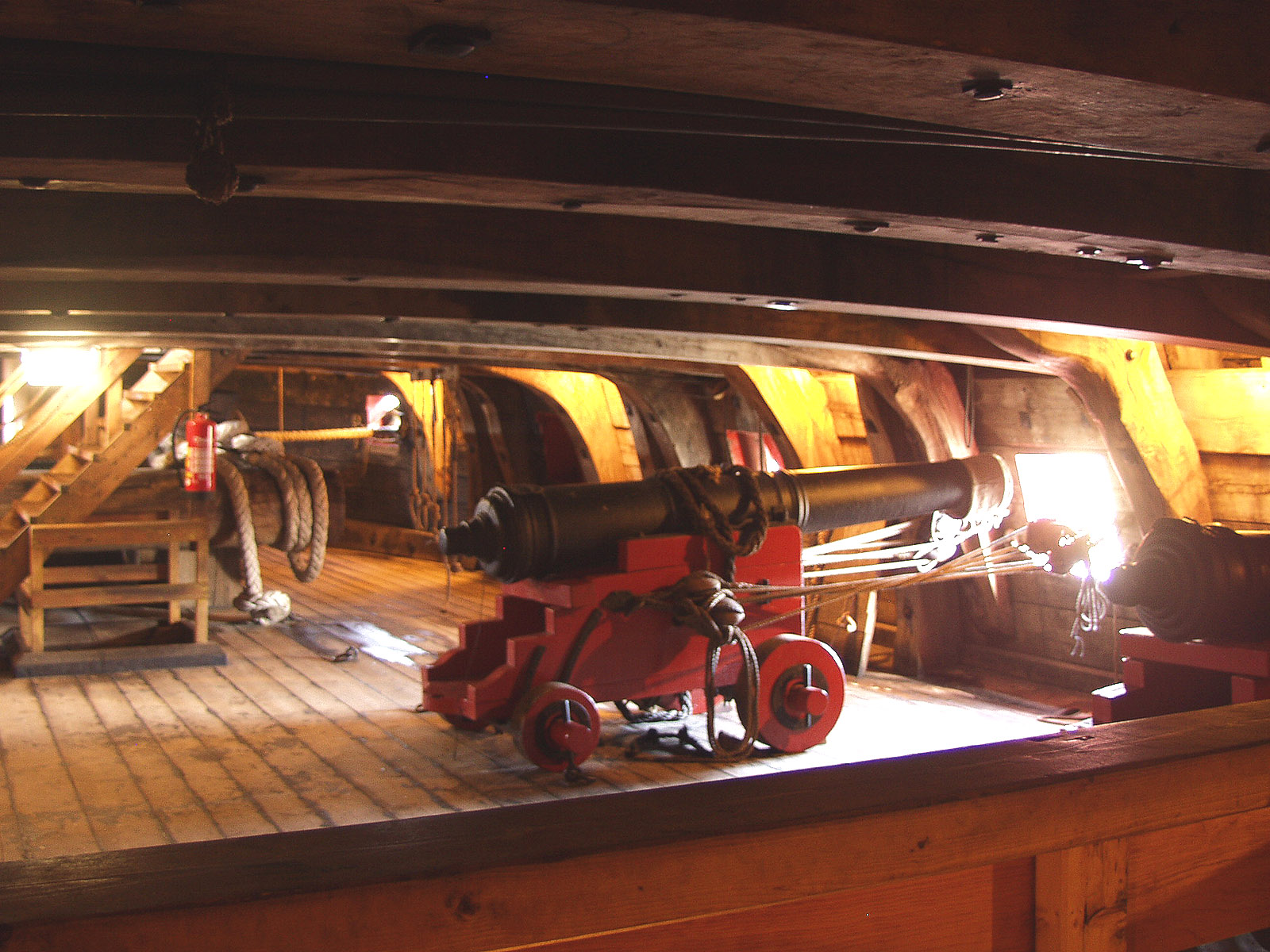
Oberes Zwischendeck mit Kanonen
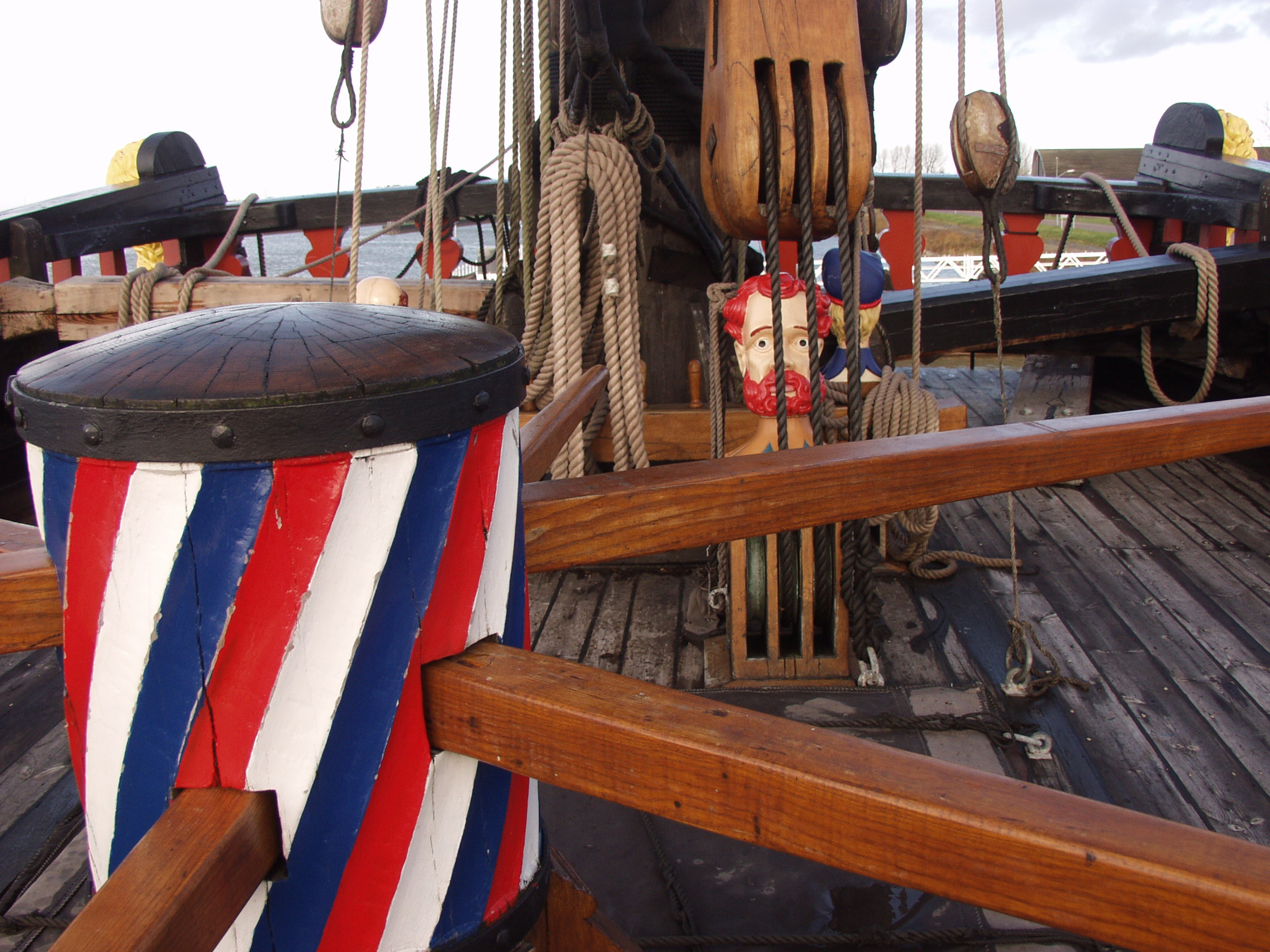
Back
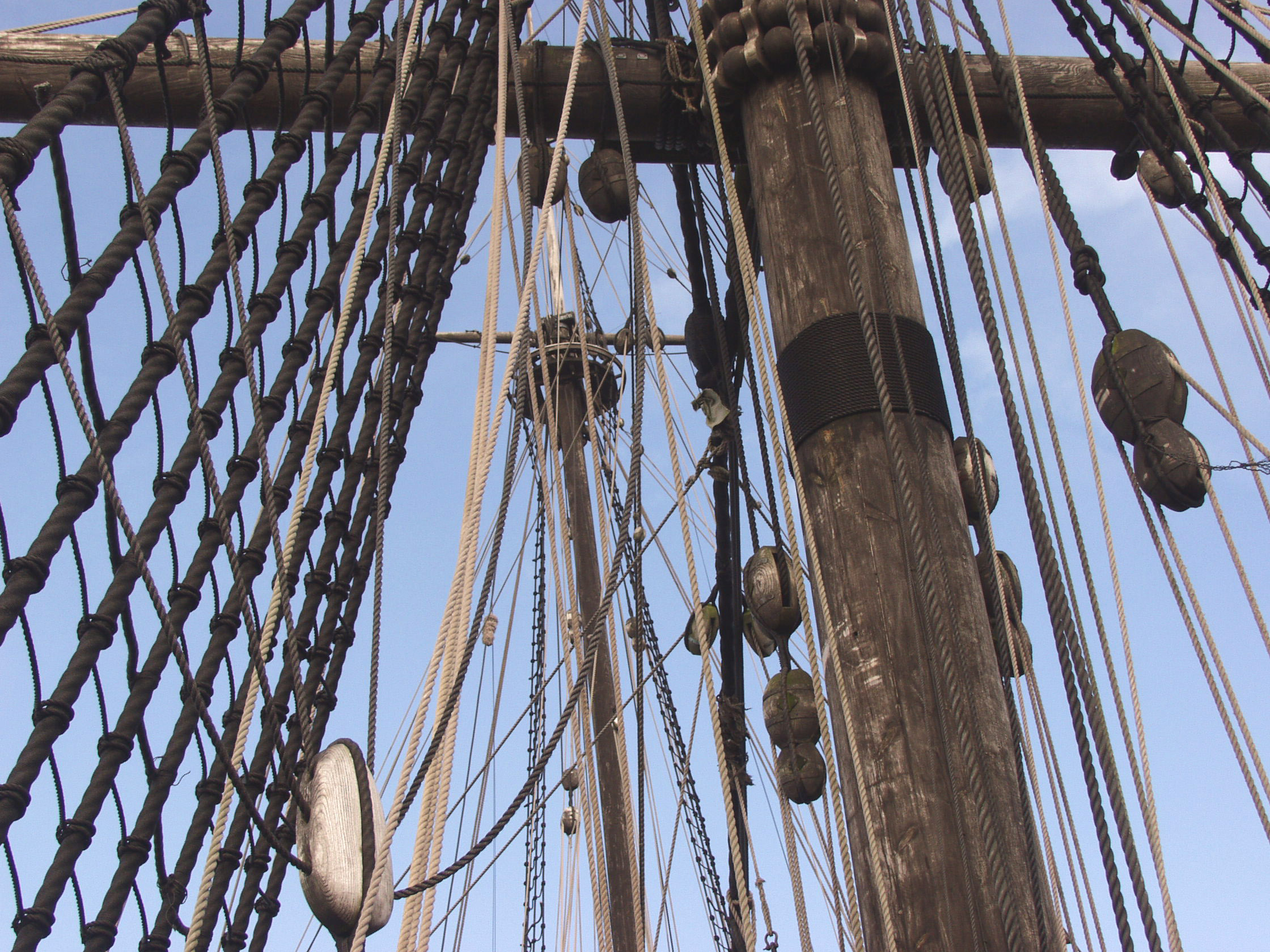
Masten, Wanten und Takelage
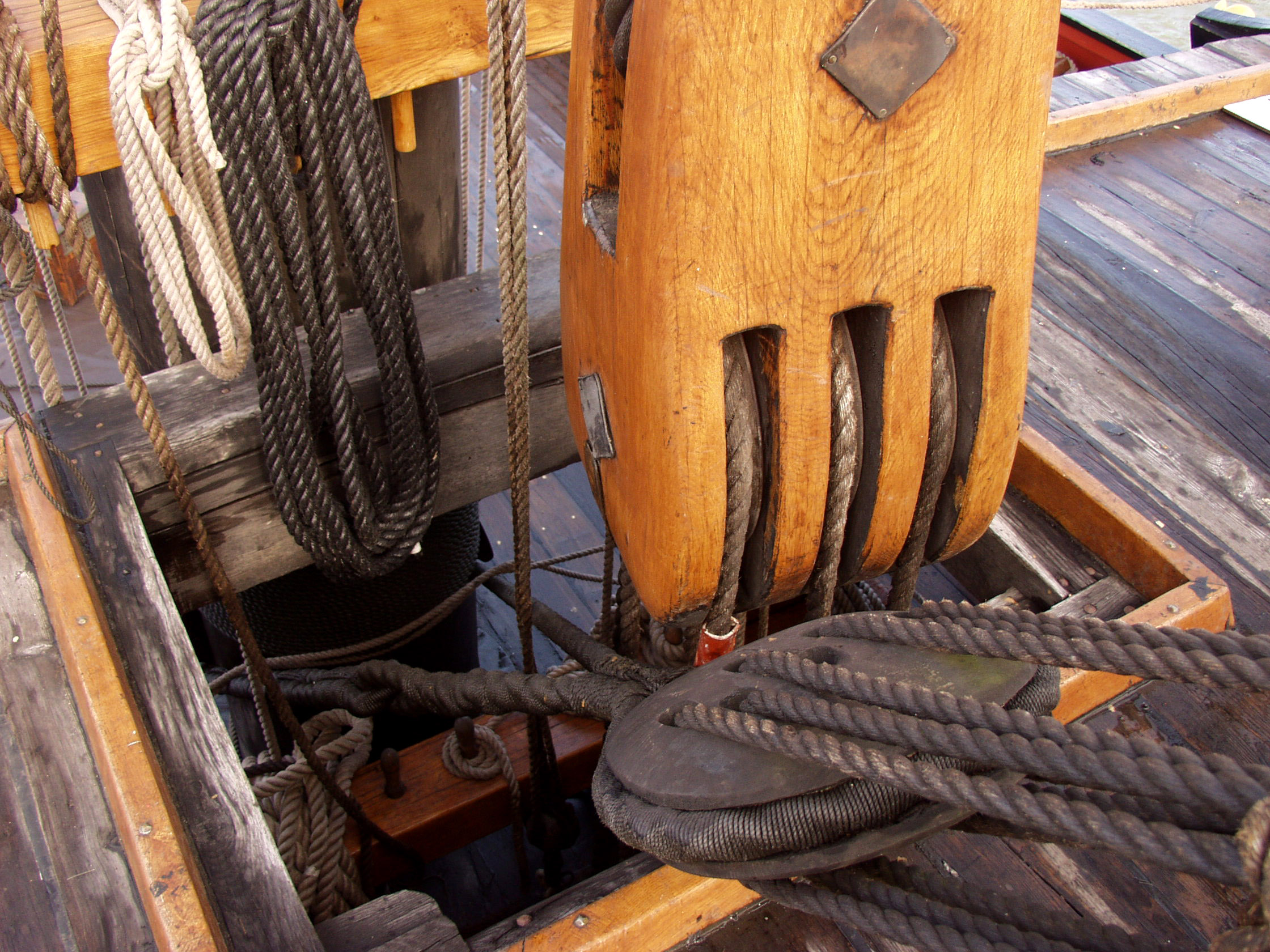
Hauptdeck
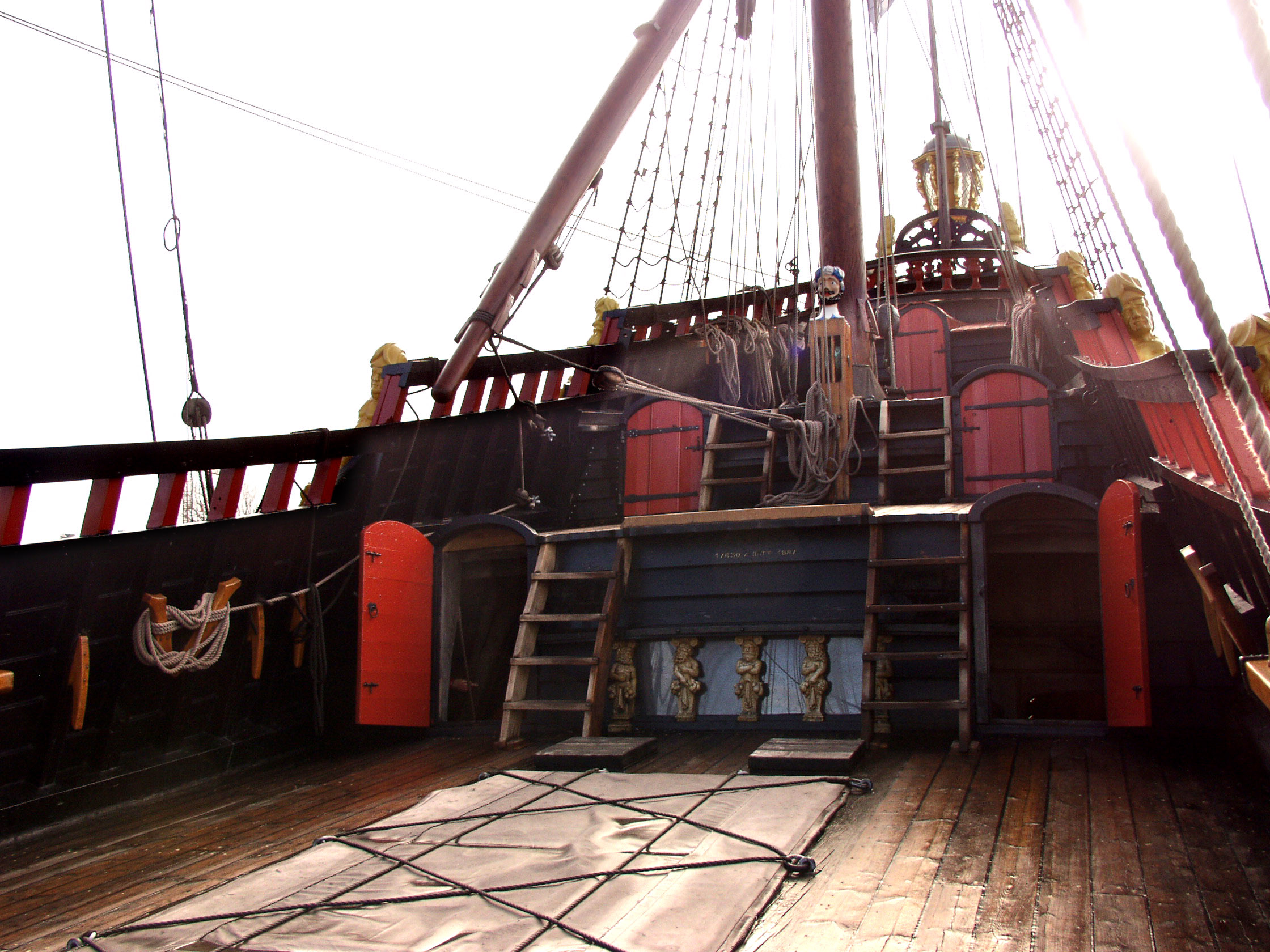
Blick vom Halbdeck zum Heck
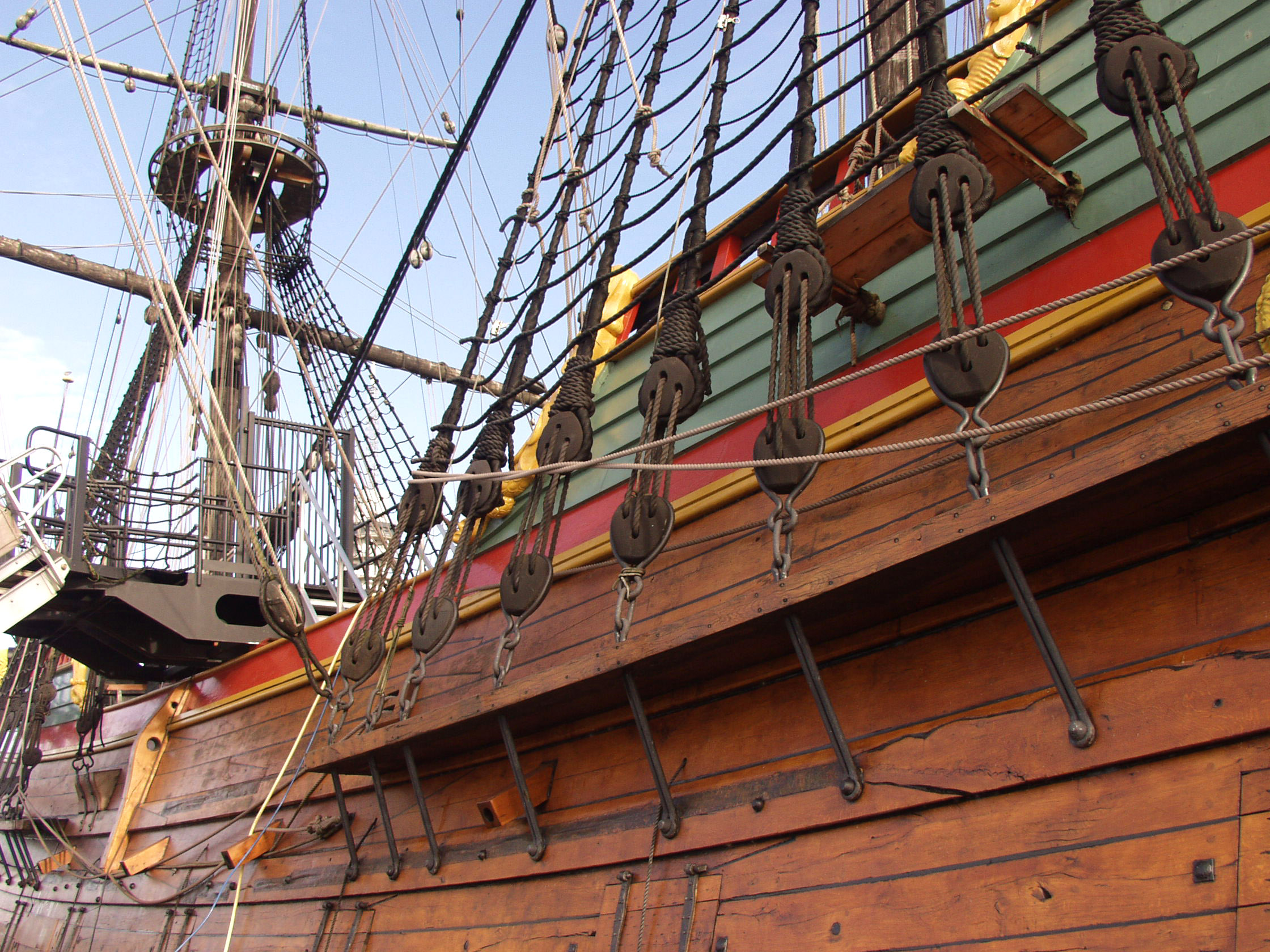
Seitenansicht Backbord
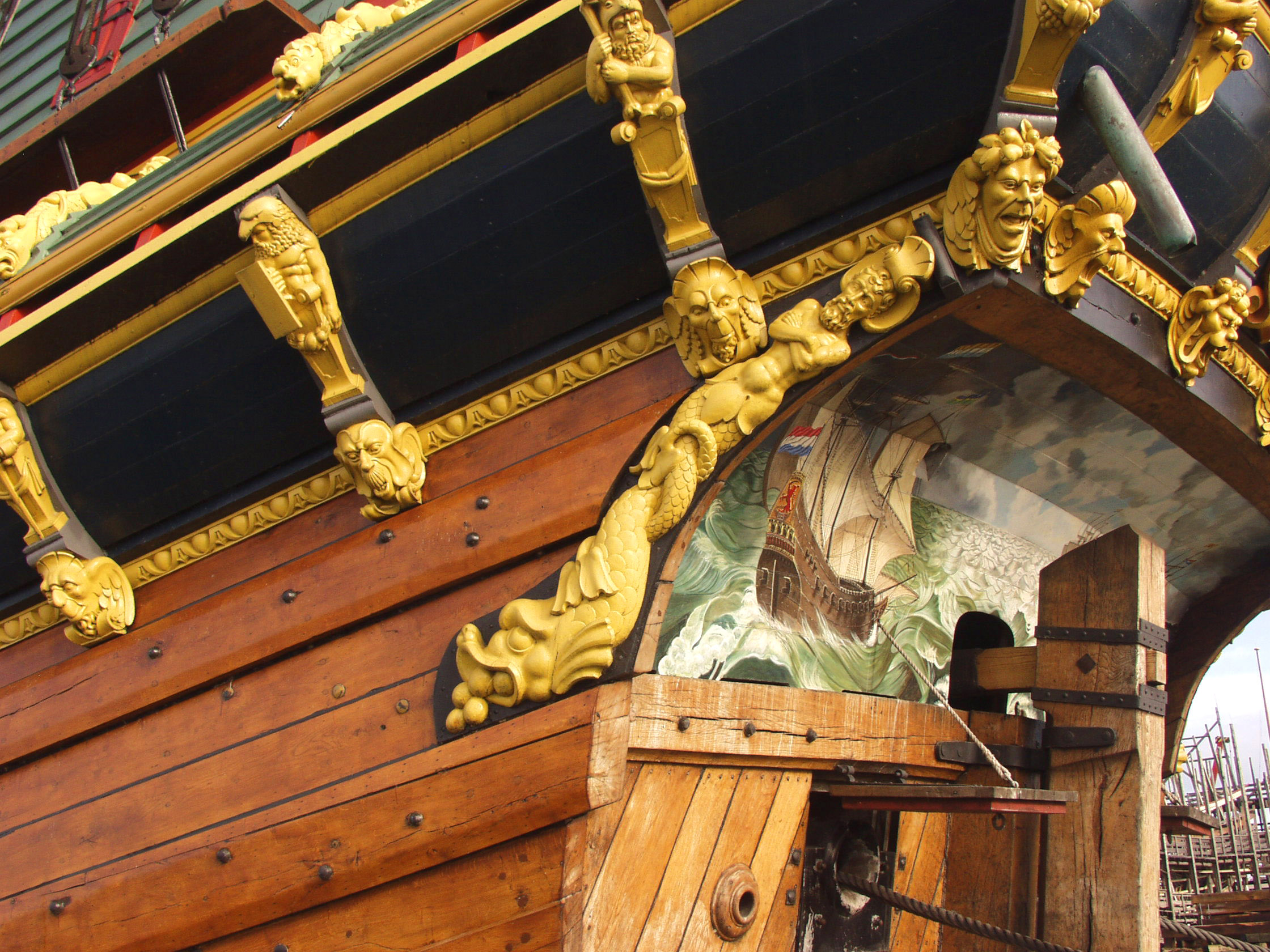
Heckdetails
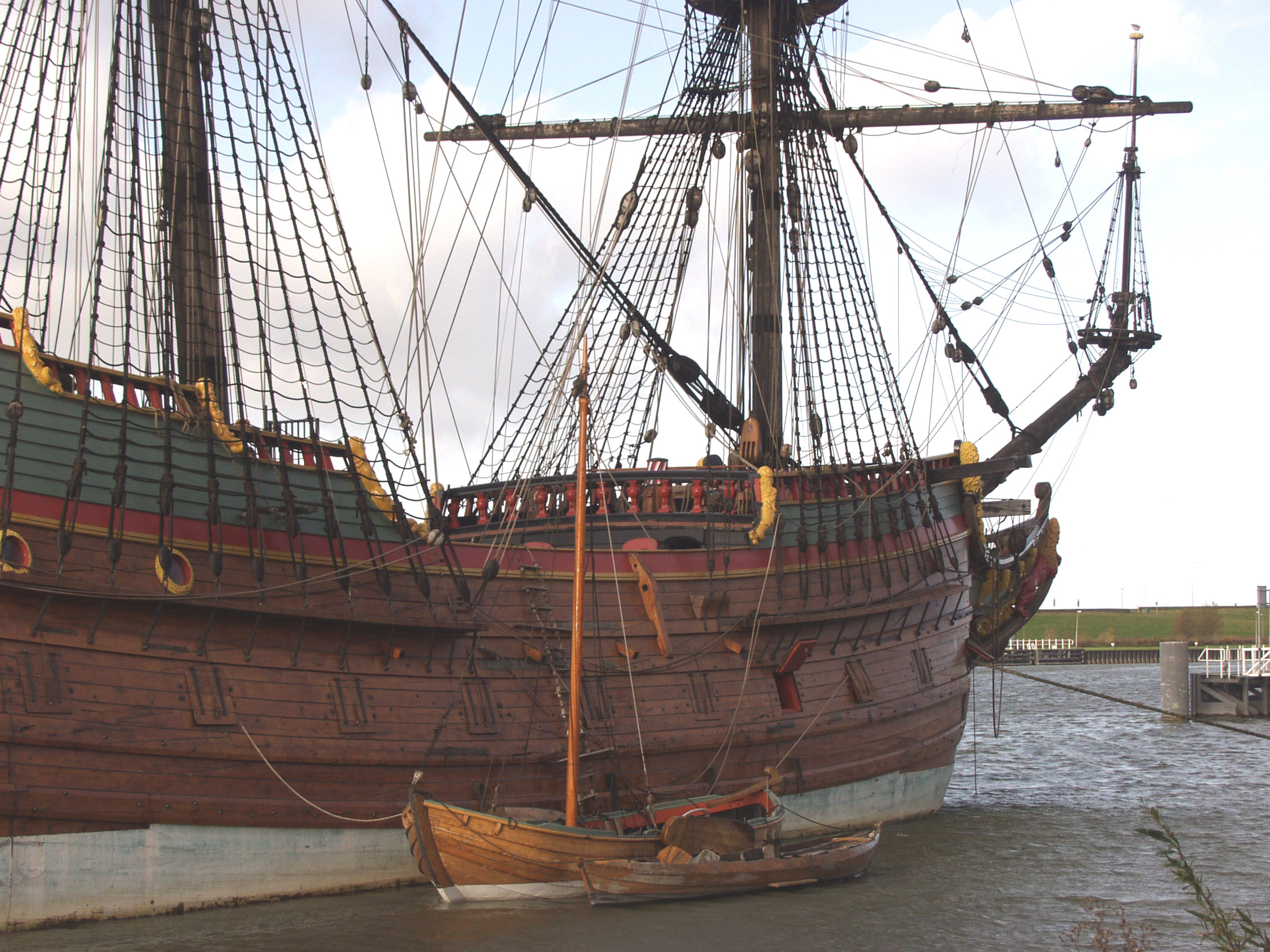
Seitenansicht Steuerbord